# Leszek Starkel

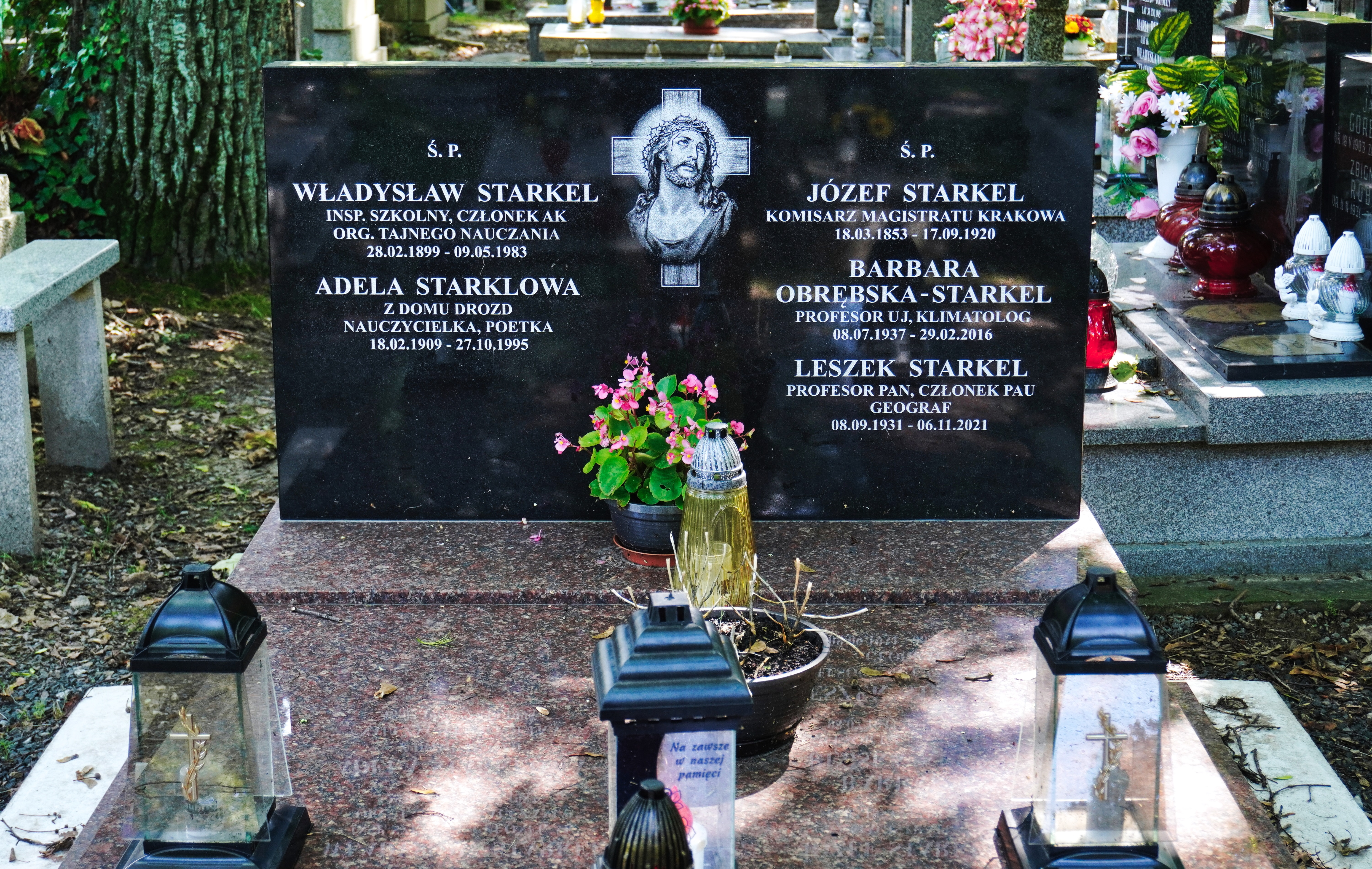
Grób Leszka Starkela na Cmentarzu Rakowickim w Krakowie

Leszek Marian Starkel (ur. 8 września 1931 w Wierzbniku, zm. 6 listopada 2021 w Krakowie) – polski geograf i geolog, profesor nauk przyrodniczych, członek rzeczywisty Polskiej Akademii Nauk i członek czynny Polskiej Akademii Umiejętności.

## Życiorys
Ukończył studia na Uniwersytecie Jagiellońskim. Od 1953 pracował w Instytucie Geografii i Przestrzennego Zagospodarowania PAN. Tam w 1959 obronił doktorat, a w 1964 uzyskał habilitację. W 1971 mianowany na stanowisko profesora nadzwyczajnego, a w 1979 zwyczajnego. W latach 1968–2001 był w Instytucie kierownikiem Zakładu Geomorfologii i Hydrologii Gór i Wyżyn w Krakowie.
Był członkiem Polskiej Akademii Nauk, od 1983 członkiem korespondentem, a od 1997 członkiem rzeczywistym. Był też członkiem krajowym czynnym Polskiej Akademii Umiejętności (od 1990). Był członkiem Centralnej Komisji do Spraw Stopni i Tytułów. W PAN sprawował wiele funkcji organizacyjnych, był wiceprezesem oddziału PAN w Krakowie oraz wiceprzewodniczącym i przewodniczącym Komitetu Badań Czwartorzędu PAN. Członek Polskiego Towarzystwa Geologicznego, Polskiego Towarzystwa Geograficznego, Stowarzyszenia Geomorfologów Polskich oraz Międzynarodowej Unii Badań Czwartorzędu.
Specjalizował się w zakresie geomorfologii, paleohydrologii i paleogeografii czwartorzędu.
Odznaczony Krzyżem Kawalerskim (1991) oraz Krzyżem Oficerskim (2003) Orderu Odrodzenia Polski. W 2004 roku otrzymał, jako jedyny obok Pawła Edmunda Strzeleckiego Polak, Gold Founder’s Medal – najwyższe wyróżnienie brytyjskiego Królewskiego Towarzystwa Geograficznego. 
Profesor Starkel zmarł 6 listopada 2021 w Krakowie.